# Peachia chiliensis
Peachia chiliensis är en havsanemonart som beskrevs av Oscar Henrik Carlgren 1931. Peachia chiliensis ingår i släktet Peachia och familjen Haloclavidae. Inga underarter finns listade i Catalogue of Life.